# Konrad Feilchenfeldt
Konrad Feilchenfeldt (* 20. dubna 1944, Curych) je švýcarsko-německý literární teoretik.

## Životopis
Feilchenfeldt pochází z židovské rodiny, která emigrovala z Berlína. Jeho matka byla fotografka a obchodnice s uměním Marianne Breslauerová. Jeho otec, obchodník s uměním Walter Feilchenfeldt, nechal Konrada s jeho bratrem Walterem v roce 1954 portrétovat Oskarem Kokoschkou.
Studoval literaturu a historii a poté začal vyučovat na Ludwig-Maximilians-Universität München. Je profesorem moderní německé literatury.
Zabývá se historií Židů v Německu, romantismem a exilovou literaturou.

## Publikace (výběr)
- Zeitbetrachtung als Lebensgefühl. Studien zu Varnhagen von Ense (1970)
- Varnhagen als Historiker (1971)
- Clemens Brentano/Philipp Otto Runge: Briefwechsel (1974)
- Bertolt Brecht. Trommeln in der Nacht (1976)
- Rahel-Bibliothek (1983)
- Clemens Brentano. Sämtliche Werke und Briefe. Historisch-kritische Ausgabe (1985)
- Deutsche Exilliteratur 1933-1945 (1986)
- Schnittpunkt Romantik (1997, spoluautoři Wolfgang Bunzel a Walter Schmitz)
- Karl August Varnhagen von Ense: Werke in fünf Bänden (1987-1990)